# محوطه خضر
محوطه خضر مربوط به هزاره ۵ قبل از میلاد - دوره عیلامیان - دوره ساسانیان است و در شهرستان پل‌دختر، بخش مرکزی دهستان جایدر، ۲ کیلومتری جنوب غرب روستای چم مهر واقع شده و این اثر در تاریخ ۲۸ اسفند ۱۳۸۵ با شمارهٔ ثبت ۱۸۴۴۳ به‌عنوان یکی از آثار ملی ایران به ثبت رسیده است.